# Laura Vinogradova
Laura Vinogradova (ur. 31 maja 1984 w Pope) – łotewska pisarka, laureatka Nagrody Literackiej UE w 2021 roku.

## Życiorys
Studiowała rachunkowość na Uniwersytecie Technicznym w Rydze. W latach 2020–2023 pracowała w Muzeum Literatury i Muzyki. Trzykrotnie nominowana do nagrody Literatūras gada balva (Łotewskiej Nagrody Literackiej). W 2021 roku otrzymała Nagrodę Literacką Unii Europejskiej.
Panieńskie nazwisko Laura Talberg. Mąż Vitālijs Vinogradow. Mają syna Paulusa.

## Twórczość
Książki  dla dzieci:
- Snīpulītis no Snīpuļciema 2017
- Mežpasakas. Par Meža Susuri, skudrām, Vilceni un Pūces Bērnu 2019
- Mežpasakas. Par Zalktēnu un stirnu meitenēm 2019
- Tētis un suns 2021
- Pauls spēlē 2024
- Ebes ziemas stāsti 2024

Dla dorosłych:
- Lapsa. Pasaka pieaugušajiem 2017
- izelpas 2018
- Lāču kalns 2018
- Upe 2020
- Vārnas 2024

## Nagrody
- 2021: Nagroda Literacka Unii Europejskiej za książkę Upe[3]
- 2021: nominacja do Literatūras gada balva za Upe[1]
- 2022: nominacja do Literatūras gada balva za Tētis un suns[1]
- 2025: nominacja do Literatūras gada balva za Pauls spēlē[1]